# Konstanty Władysław Sobieski

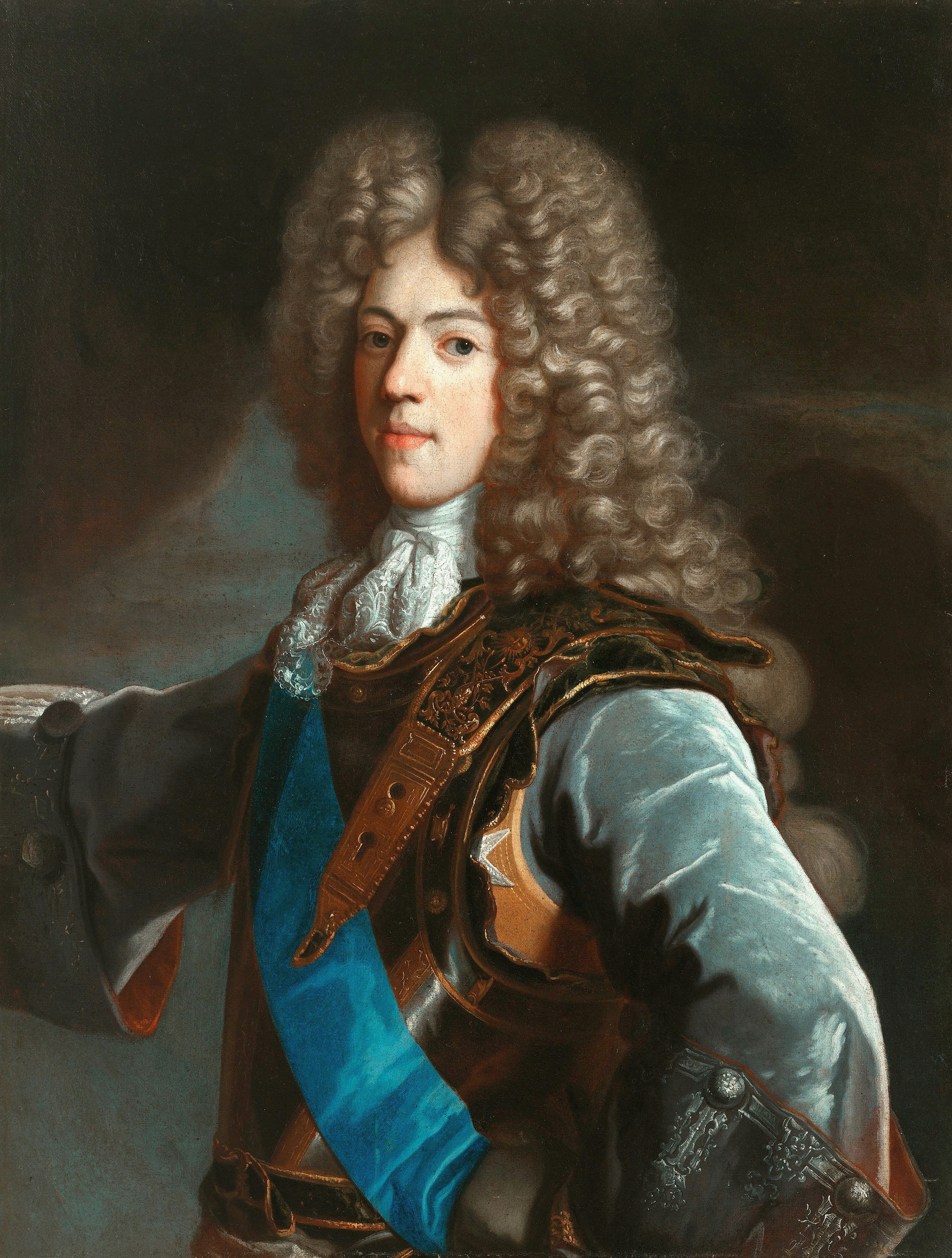
Portrait von Hyacinthe Rigaud, Palastmuseum im Schloss Wilanów

Konstanty Władysław Filip Sobieski (geb. 1. Mai 1680 in Warschau; gest. 22. Juli 1726 in Żółkiew (heute Schowkwa, Ukraine)) war ein polnischer Fürst.

## Leben
Er war der Sohn von König Jan III. Sobieski und Maria Kazimiera d’Arquien und Bruder von Jakub Ludwik, Aleksander Benedikt und Jan.
Er wurde in Jaworiw getauft. Er erhielt eine gründliche Ausbildung gemäß der 1685 von seinem Vater erstellten Erziehungsanweisungen. Im Oktober 1696 wurde er zusammen mit seinem Bruder Alexander von König Ludwig XIV als pommerscher Graf aufgenommen. Am 19. Januar 1698 organisierte er zusammen mit seinem Bruder Aleksander einen Ball zu Ehren von August II. dem Starken, der nach Warschau kam. 1697 erhielt er Wilanów und das Kazimierzowski-Palais sowie die Ländereien von Schowkwa (pol. Żółkiew) und Krechiw (pol. Krechów), indem er den Besitz nach Johann III. aufteilte.
1698 nahm er an der Schlacht von Pidhajzi teil. Im Oktober desselben Jahres eskortierten er und sein Bruder das Gefolge seiner Mutter nach Italien. Im November wurden sie von Kaiser Leopold I. und Eleonore Magdalene von Pfalz-Neuburg empfangen. 1699 beteiligte er sich an der Übernahme von Kamieniec Podolski, das unter dem Frieden in Karłowitz dem Zugriff der Türken entrissen wurde.
Im März 1700 reiste er nach Rom ab. Im November wurde er Ritter des St. Michael. Im Dezember wurde ihm vom französischen Botschafter der Orden des Heiligen Geistes verliehen. Dort war er in einen moralischen Skandal verwickelt, als er sich mit einer lokalen Schönheit namens Tolli mit ziemlich einfacher Moral einließ, die Maria Kazimiera beschuldigte, ihren Schmuck gestohlen zu haben.
Während des Dritten Nordischen Krieges unterstützte er Bruder Jakubs Bemühungen, die polnische Krone zu erlangen. Er kam nach Ohlau, von wo aus er über Breslau in die polnisch-litauische Republik gehen wollte. Am 27. Februar 1704 wurden er und sein Bruder beim Verlassen der Stadt von den Gesandten Augusts II. festgenommen. Bis 1706 wurde er in der Festung Pleißenburg in Leipzig inhaftiert, später in der Festung Königstein und nach dem Frieden von Altranstädt wieder entlassen. Er ging nach Niederschlesien, wo er eine Affäre mit der ehemaligen Geliebten von August II., Urszula Lubomirska, hatte. Am 18. November desselben Jahres heiratete er in Danzig Maria Józefa Wessel. Elżbieta Sieniawska schlug daraufhin die Wahl von Konstanty vor, anstatt die Herrschaft von August II wiederherzustellen. Die Rückkehr der letzteren ins Land wurde jedoch durch dieses Projekt ruiniert. 1711 war Konstanty Gastgeber von Zar Peter I. in Jaworów. 1712 und während der Tarnower Konföderation (1715–1716) wurde seine Kandidatur für den polnischen Thron noch vorgebracht, aber diese Pläne scheiterten.
Er lebte in Breslau. 1714 erbte er von seinem Bruder Aleksander Benedikt Pomorjany. 1718 verkaufte er Pidhirzi an Stanisław Mateusz Rzewuski, 1720 nach Wilanów an Elżbieta Sieniawska und an August II. ein Jagdschloss in Marymont in Warschau. Sein Name wurde den Danziger Schiffen Prinz Constantin von Pohlen und Der Prinz Constantin von Polen gegeben.
Er ist in der Pfarrkirche in Schowkwa bestattet.